# Bogusław Balicki
Bogusław Balicki (ur. 25 czerwca 1937 w Czortkowie, zm. 19 kwietnia 2010 w Łodzi) – malarz, projektant graficzny, profesor na Akademii Sztuk Pięknych w Łodzi i Akademii Humanistyczno-Ekonomicznej.

## Życiorys
Jego ojciec - Jan Balicki, był nauczycielem w szkole w Czortkowie. Po wojnie Bogusław Balicki ukończył Państwowe Liceum Technik Plastycznych w Lublinie. W latach 1957–1962 studiował w Państwowej Wyższej Szkole Sztuk Plastycznych w Łodzi (obecnie Akademia Sztuk Pięknych im. Władysława Strzemińskiego w Łodzi). Ukończył studia broniąc dyplom w pracowni prof. Krystyny Wolińskiej-Preyzner w 1964 roku. W latach 1962–1970 pełnił rolę asystenta w pracowniach kompozycji malarstwa (w Katedrze Kompozycji i Podstaw Architektury) prowadzonych przez prof. Stanisława Fijałkowskiego i prof. Krystynę Zielińską. Od 1967 do 1975 roku wraz ze Stanisławem Łabęckim tworzył spółkę autorską Balicki&Łabęcki. W latach 1987–1991 był dziekanem Wydziału Artystycznego Akademii Humanistyczno-Ekonomicznej w Łodzi, a od 1991 do 2005 roku wieloletnim kierownikiem Katedry Projektowania Graficznego Akademii Sztuk Pięknych im. Władysława Strzemińskiego w Łodzi.

## Tradycje konstruktywistyczne w plakacie łódzkim
Łódź na początku XX wieku stała się inkubatorem awangardy artystycznej. Jednym z elementów powstania tego zjawiska było przeprowadzenie się do Łodzi w 1931 roku Władysława Strzemińskiego, który jeszcze w tym samym roku przekazał Muzeum Sztuki w Łodzi Międzynarodową Kolekcję Sztuki Nowoczesnej, która zainicjowana przez Władysława Strzemińskiego, Katarzynę Kobro i Henryka Stażewskiego stała się podwaliną profilu łódzkiego Muzeum. Niebagatelną rolę w kształtowaniu tradycji konstruktywistycznych odegrała również Galeria Miejska, która powołana w 1924 roku prezentowała w owym czasie prace m.in. Bolesława Hochlingera, Karola Hillera, Katarzyny Kobro oraz Władysława Strzemińskiego, dla których: 
przestaje istnieć zagadnienie formy, pojawia się problem stosunków, proporcji, konstrukcji
Odnosząc się do tych słów plakat, bądź inne druki miały być tak zakomponowane, by oko widza najpierw skupiało się na elementach najistotniejszych, a dopiero w drugiej kolejności zwracało uwagę na elementy uzupełniające. Tej działalności teoretycznej Strzemińskiego towarzyszyła również praca dydaktyczna. Prowadząc Publiczną Szkołę Dokształcającą Zawodową nr 10 starał się przeszczepić program nauki nowoczesnej typografii dla drukarzy i artystów łódzkich. Od 1945 roku był również wykładowcą w Państwowej Wyższej Szkole Sztuk Plastycznych - późniejszej Akademii noszącej jego imię, gdzie m.in. poprzez jego działania idea nowej plastyki pod postacią neoplastycyzmu, suprematyzmu i filozofii racjonalistycznej stała się silniejsza od młodopolskiego zdobnictwa. Tradycja łódzkiej szkoły projektowania graficznego kontynuowana jest do dziś nosząc w sobie idee funkcjonalizmu zapoczątkowane przez patrona szkoły - Władysława Strzemińskiego.

## Twórczość
Bogusław Balicki to niewątpliwie kontynuator typograficzno-konstruktywistycznego nurtu zapoczątkowanego przez Władysława Strzemińskiego jeszcze przed II wojną światową. Jego pierwsze plakaty powstały w 1967 roku i od samego początku były sygnowane przez duet Balicki&Łabęcki. Do powstania spółki projektowej przyczynił się zleceniodawca - Muzeum Sztuki w Łodzi, które za sprawą Ryszarda Stanisławskiego od 1966 roku nabrało dynamicznego rozwoju, chcąc tym samym za sprawą identyfikacji wizualnej podkreślić prowadzony program instytucji. Przy czym jednocześnie każdy z artystów prowadził indywidualną działalność w dziedzinie malarstwa.

### Duet artystyczny Balicki & Łabęcki (1967-1975)
Twórczość duetu Balicki & Łabęcki od samego początku odchodziła od metaforyczo - ekspresyjnego stylu tożsamego z pojęciem polskiej szkoły plakatu. Dla nich typografia, nieraz w towarzystwie geometrycznych form stała się głównym środkiem artystycznego przekazu. 

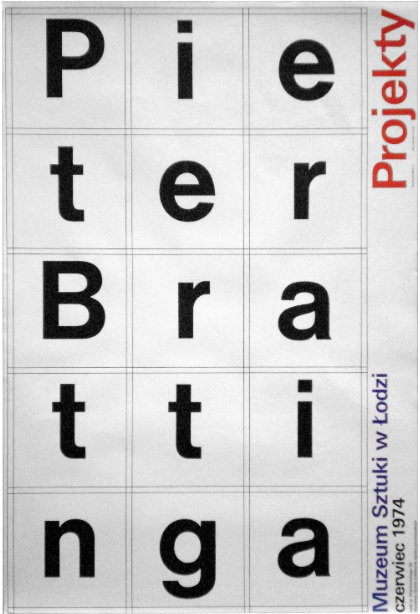
Balicki & Łabęcki, plakat do wystawy Pieter Brattinga. Projekty, 1974

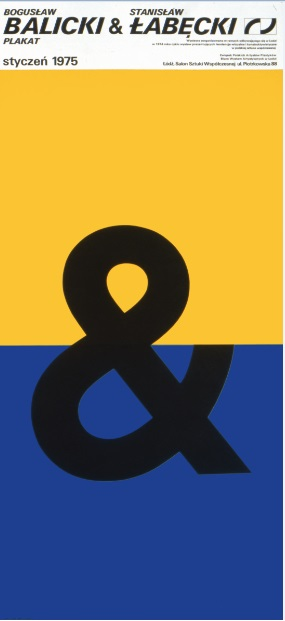
Balicki & Łabęcki, 1975

Czołowym przykładem ich twórczości jest plakat do wystawy Pietera Brattingi, gdzie poza często używanym krojem Helvetica pojawia się kwadrat - bezpośrednie nawiązanie do częstego motywu używanego przez holenderskiego grafika. Typograficzno - abstrakcyjny charakter prac zapowiadający wystawy chociażby takich artystów jak Robert Rauschenberg, czy Aiko Miyawaki niewątpliwie uzupełniały wizerunek nowoczesnego Muzeum Sztuki w Łodzi. Ich drugim zleceniodawcą było Biuro Wystaw Artystycznych w Łodzi, dla którego tworzyli od 1971 roku. W latach 1974–75 powstała cała seria plakatów o wydłużonym, nietypowym formacie 98x44 cm. Główną konstrukcją kompozycji plakatów były dwa kwadraty zestawione w pionie i wąska przestrzeń nad górną krawędzią, w której pojawiały się informacje o wystawie złożone w technice fotoskładu krojami z rodziny Univers. Są to jedne z ostatnich prac, które powstały w duecie Balicki & Łabęcki.

Bardzo ważnym elementem przez nich wypracowanym, a zarazem pionierskim w tej dziedzinie jest plakat "systemowy", który pozwolił twórcom osiągnąć gigantyczne rozmiary oraz mnogość różnych wariantów graficznych. Łącznie Balicki i Łabęcki stworzyli około 100 plakatów i katalogów, a ich twórczość najlepiej podsumowuje Andrzej Szonert w czasopiśmie Sztuka: 
Charakterystyczny respekt dla formy czystej i klarownej pozwala autorom osiągnąć przejrzystość koncepcji, wykluczającą wszelką przypadkowość i niecelowość. Prostota, czasami nawet suchość form graficznych, skłania do szukania analogii z sygnałami, jakie zwykliśmy odbierać patrząc na oznakowanie drogowe. Wysmakowane, a jednocześnie agresywne zestawienie żółci, błękitów i czerwieni pozostawiają na siatkówce oka obraz mocny i wibrujący, łatwo dający się wyłowić w mobilnym układzie pędzących maszyn i mrowiących się ludzi. 

### Twórczość indywidualna

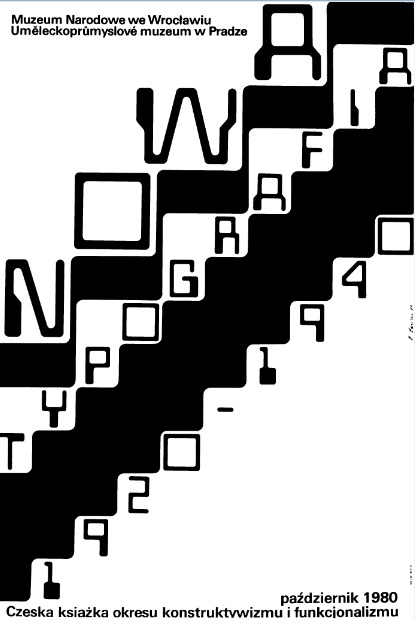
Bogusław Balicki, plakat do wystawy Nowa Typografia 1920-1940. Czeska książka okresu konstruktywizmu i funkcjonalizmu, 1980

Pierwszy solowy plakat Balickiego powstał do wystawy Druk funkcjonalny w 1975 roku, gdzie krój został specjalnie dobrany do tematyki ekspozycji. Podobny zabieg, widoczny w plakacie Nowa typografia 1920-1940. Czeska książka okresu konstruktywizmu i funkcjonalizmu, to ponowny przykład przenikania się typografii wraz z formami geometrycznymi. W twórczości indywidualnej Balickiego na plakatach częściej pojawiają się struktury rastrowe. Dominuje czerń, biel, szarość i barwy z tzw. "czterokolorówki" drukarskiej. Nadal w projektach przeważa Helvetica, która obok pism zaprojektowanych do pierwszych czytników komputerowych jest jednym z bardziej cenionych przez Balickiego krojów za wartości estetyczne jak i utylitarne. Jego ostatnim plakatem jest powstały w 2009 roku plakat do wystawy Pierwszy lepszy. Zawiera wszystkie składowe elementy jego indywidualnej twórczości: typografię, intensywny kolor oraz oszczędność form przekazu.

Inną dziedziną jego twórczości było malarstwo, które podobnie jak plakat zawsze wyróżniało się abstrakcyjną formą oraz odważnym zestawieniem kolorystycznym: 
W swojej twórczości malarskiej i projektowej koncentrował się na poszukiwaniu najprostszej, ale i paradoksalnie najmocniej działającej formy. Nie bał się też eksperymentów formalnych, lubił zaskakiwać nietypowym użyciem formy czy koloru. Pamiętam z tamtych lat jego opowieści o fascynacji fluorescencyjnymi farbami Telensa, które pojawiły się w sklepie plastyków w Łodzi na początku lat 70. Postanowił użyć ich w swoich obrazach, jak np. w obrazie "57-1971".
Bogusław Balicki brał również udział w Sympozjum Plastycznym Wrocław '70. Zaproponowana przez niego rzeźba - zwężające się ku górze 33 stopnie, gdzie każdy miał mieć 17 cm wysokości - miała powstać z polerowanej stali nierdzewnej. Docelowo miała zostać usytuowana w zieleni. Niestety jak wiele innych prac zaproponowanych na Sympozjum nie doczekała się realizacji.

## Ważniejsze nagrody
- 1967: I nagroda (równorzędna) - Eksperyment 66, Lublin
- 1971: II nagroda - Ogólnopolski Przegląd Plakatu Muzealnego i Ochrony Zabytków, Przemyśl
- 1972: medal ZPAP za najlepszą realizację w 1972 roku, Łódź
- 1973: III nagroda - 5 Biennale Plakatu Polskiego, Katowice
- 1973: Najlepszy plakat miesiąca - w konkursie Najlepszy Plakat Warszawy
- 1973: Nagroda III stopnia Ministra Kultury i Sztuki za szczególne osiągnięcia artystyczne i dydaktyczne
- 1974: Najlepszy plakat miesiąca - w konkursie Najlepszy Plakat Warszawy
- 1979: Nagroda II stopnia Ministra Kultury i Sztuki za szczególne osiągnięcia artystyczne i dydaktyczne
- 1991: Nagroda I stopnia Ministra Kultury i Sztuki za szczególne osiągnięcia artystyczne i dydaktyczne

## Wystawy indywidualne
- 1975: Bogusław Balicki & Stanisław Łabęcki, plakat, Salon Sztuki Współczesnej w Łodzi
- 1975:  Bogusław Balicki & Stanisław Łabęcki, plakat, Galeria Współczesna w Warszawie
- 1998: Balicki & Łabęcki, Muzeum Historii Miasta Łodzi